# Miłe martwe dziewczyny
Miłe martwe dziewczyny (chorw. Fine mrtve djevojke) – chorwacki dramat filmowy z 2002 roku w reżyserii Dalibora Matanicia, będący drugą częścią zagrzebskiej trylogii tego reżysera. Zdjęcia kręcono w Zagrzebiu.
Film pokazano po raz pierwszy na chorwackim Festiwalu Filmowym w Puli. Polska premiera odbyła się 11 października 2003 na 19. Warszawskim Międzynarodowym Festiwalu Filmowym.

## Opis fabuły
Dwie młode kobiety, Iva i Marija, postanowiły wynająć wspólnie mieszkanie w kamienicy w Zagrzebiu. Miały nadzieję znaleźć spokojne miejsce dla ich miłości, ale jak się okazuje w budynku mieszka galeria postaci jak z koszmaru. Jest też lekarz, pokątny aborcjonista i jego niemy syn, sterana życiem kobieta z gromadką dzieci bita regularnie przez męża, stary mężczyzna, który ukrywa w mieszkaniu ciało zmarłej żony dla wyłudzenia emerytury. Do tego jeszcze zwyczajna prostytutka oraz chłopak znęcający się nad Cyganami. Mieszkańcy dobrze znają się od dawna – wiedzą o sobie wszystko i żyją bezkonfliktowo. Dramat rozegra się, gdy odkryją, że ich nowe sąsiadki to lesbijki.
— Pozwól dziewczynom żyć swoim życiem.
— Dziwki! Muszą dostać nauczkę!
— Mi one nie przeszkadzają.
— A co z AIDS?
— A skąd by się tu wzięło AIDS?
— Jak to skąd? Przecież to, to samo: pedały i lesby.
Okazuje się, że taka patologia nie może być tolerowana, a słowa wkrótce przerodzą się w czyny.
Wymowa filmu mocno uderza w brutalność i amoralność współczesnego chorwackiego społeczeństwa, biorąc na cel patriarchat, nacjonalizm, katolicyzm i związaną z nimi homofobię.

## Nagrody i nominacje
Film spotkał się z dobrym przyjęciem ze strony chorwackiej widowni. Nieprzychylne opinie wyrażały w mediach przedstawiciele Kościoła katolickiego. Został doceniony również przez profesjonalistów w kraju i zagranicą, uzyskując kilka nominacji i nagród:
- 2002:
  - oficjalny kandydat do nominacji do Oscara dla najlepszego filmu nieanglojęzycznego
  - 49. Festiwal Filmowy w Puli
    - grand prix jury, Złota Arena za najlepszy film[3]
    - nagroda Złota Arena za reżyserię dla Dalibora Matanića[3]
    - nagroda Złota Arena za produkcję dla Joza Patljaka
    - nagroda Złota Arena za drugoplanową rolę męską dla Ivica Vidovića
    - nagroda Złota Arena za drugoplanową rolę żeńską dla Olgi Pakalović
    - nagroda krytyków Oktawian za najlepszy film[3]
    - nagroda publiczności Złote Wrota Puli za najlepszy film
- 2003:
  - 7. Festiwal Filmowy w Soczi
    - nagroda specjalna dla Dalibora Matanića za reżyserię
    - nominacja do Złotej Róży dla Dalibora Matanića

  - nagroda młodego jury na Geneva Cinéma Tout Ecran dla Dalibora Matanića

W 2002 był zgłoszony przez Chorwację do rywalizacji o nagrodę Amerykańskiej Akademii Filmowej dla najlepszego filmu nieanglojęzycznego, ale nie uzyskał nominacji.

## Opinie krytyków
„Miłe martwe dziewczyny” to obraz-pigułka współczesnej, powojennej Chorwacji. Jeden budynek i jego mieszkańcy, a obraz patologii i zachowań typowych dla całości. Ten wstrząsający w swojej wymowie film jest bardzo pięknie zrealizowany. Nasycone ciemnymi, mocnymi barwami zdjęcia, mroczna sceneria starej, obdrapanej kamienicy, jedność miejsca, akcji i bohaterów jak w antycznej tragedii, świetnie scharakteryzowane postacie, a do tego piękne, wysublimowane sceny miłosne. Oszczędna, skondensowana forma, nasycona raczej pełnymi napięcia scenami, niż słowami.

„Miłe martwe dziewczyny” (...) to prawdziwy przebój kina chorwackiego, przy okazji którego pisano, że chorwacka publiczność dostała wreszcie nie "chorwacki", ale po prostu prawdziwy film. Obraz bardzo nowoczesny w sensie konstrukcji i tematyki także jest reakcją na współczesne problemy codzienności. Matanić przedstawia nam historię o dzisiejszym Zagrzebiu i jego małomiasteczkowej mentalności bezwzględnie demaskując wszelkie pozostałości prowincjonalizacji republiki i samej wojny. Na kanwie historii dwóch lesbijek szukających schronienia dla swojej miłości w wynajmowanym mieszkaniu, reżyser ukazuje demony i lęki straszące w zaściankowym społeczeństwie. Tu trzeba zaznaczyć, że nie jest to film lesbijski, homoseksualna miłość jest tylko papierkiem lakmusowym a czasem katalizatorem pewnych zachowań, prowadzących wyłącznie do katastrofy. Obraz przez krytykę chorwacką przyjęty z otwartymi ramionami został okrzyknięty świeżym powiewem w chorwackim kinie, środowiska gejowskie zaś komentowały go z dużo większym dystansem, doceniając jednak sam fakt pojawienia się tematyki, a fakt to szczególnie istotny w tak bardzo skostniałym i tradycyjnym społeczeństwie, jakim jawi się w tym obrazie społeczeństwo chorwackie.

## Pełna obsada
- Nina Violić jako Marija
- Olga Pakalović jako Iva
- Krešimir Mikić jako Daniel
- Inge Appelt jako Olga, gospodyni
- Ivica Vidović jako Blaž, mąż Olgi
- Milan Strljić jako inspektor policji
- Boris Miholjevic jako Perić, ginekolog
- Jadranka Đokić jako Lidija, prostytutka
- Mirko Boman
- Marina Poklepović jako Marina Kostelac
- Janko Rakoš
- Ilija Zovko